# Hypatopa cotytto
Hypatopa cotytto  (лат.) — вид мелких молевидных бабочек рода Hypatopa из семейства сумрачные моли (Blastobasidae, Gelechioidea). Эндемик Коста-Рики (Центральная Америка). Длина передних крыльев 4,6 мм. Усики и хоботок серовато-коричневые, а ноги палево-коричневые. Окраска задних и передних крыльев палево-коричневая. Обладает сходством с видом Hypatopa caepae, отличаясь от них деталями строения гениталий. Вид был впервые описан в 2013 году американским лепидоптерологом Дэвидом Адамски (David Adamski, Department of Entomology, Национальный музей естественной истории, Смитсоновский институт, Вашингтон). Название вида происходит от имени Cotytto (Котис одна из богинь древнегреческой мифологии, которой поклонялись во Фракии.